# وايلي بياسامب
وايلي بياسامب (بالفرنسية: Wailly-Beaucamp)‏ هي بلدية تقع في إقليم باد كاليه من منطقة نور با دو كاليه في شمال فرنسا. تبلغ مساحة هذه المدينة 14.33 (كم²)، وترتفع عن سطح البحر 84 م، يبلغ عدد سكانها 960 نسمة حسب إحصاء المعهد الوطني للإحصاء والدراسات الاقتصادية سنة 2009 م. وترأس Michel Dupont البلدية خلال فترة (March 2001-2008).